# Національний військовий університет імені Васила Левски
Національний військовий університет ім. Васила Левски (болг. Национален военен университет "Васил Левски") — вищий військовий навчальний заклад Болгарії, який розміщується у містах Велико-Тирново, Шумен та Долна Митрополія. Хоча статус вищого навчального закладу було отримано 1924 року, університет є наступником заснованого 1878 Військового училища, що робить його найстарішою високою школою Болгарії.
Університет носить ім'я Васила Левски.

## Історія
Ще влітку 1878 Тимчасове російське управління в Болгарії почало підготовку створення військового училища у Пловдіві.
6 вересня 1878 капітан російської гвардії Ніколай Флейшер видав Наказ № 1 по училищу. З цієї дати почалось не тільки власне Військове училище, але й новітня болгарська система військової освіти.
Після підписання Берлінського трактату училище до 19 листопада перемістилось до Софії, де 26 листопада 1878 відбулось освячення й офіційне відкриття військового навчального закладу. Сьогодні ця дата є офіційним святом університету.
Спершу училище розташувалось у будівлі колишньої турецької лікарні, де нині розміщується Центральний військовий клуб.
1892 училище переїхало до спеціально зведеної будівлі у південно-східній частині міста, де нині розміщується Військова академія імені Г. С. Раковски. Військове училище відіграло важливу роль в житті Болгарської армії, оскільки в ньому було підготовлено майже всіх офіцерів, що служили в армії наприкінці XIX й на початку XX століть.
1924 училище отримало статус спеціалізованого університету.
1945 його перейменовано на 'Народне військове училище імені Васила Левски. 1946 з нього було виділено Народне військово-повітряне училище імені Георги Бенковски, а 1948 — Народне військово-артилерійське училище імені Георгія Димитрова. 1958 року Народне військове училище було переведено з Софії до Велико-Тирново.
2002 три основних військових училища знову були об'єднані в Національний військовий університет імені Васила Левски.

## Начальники Військового училища в Софії

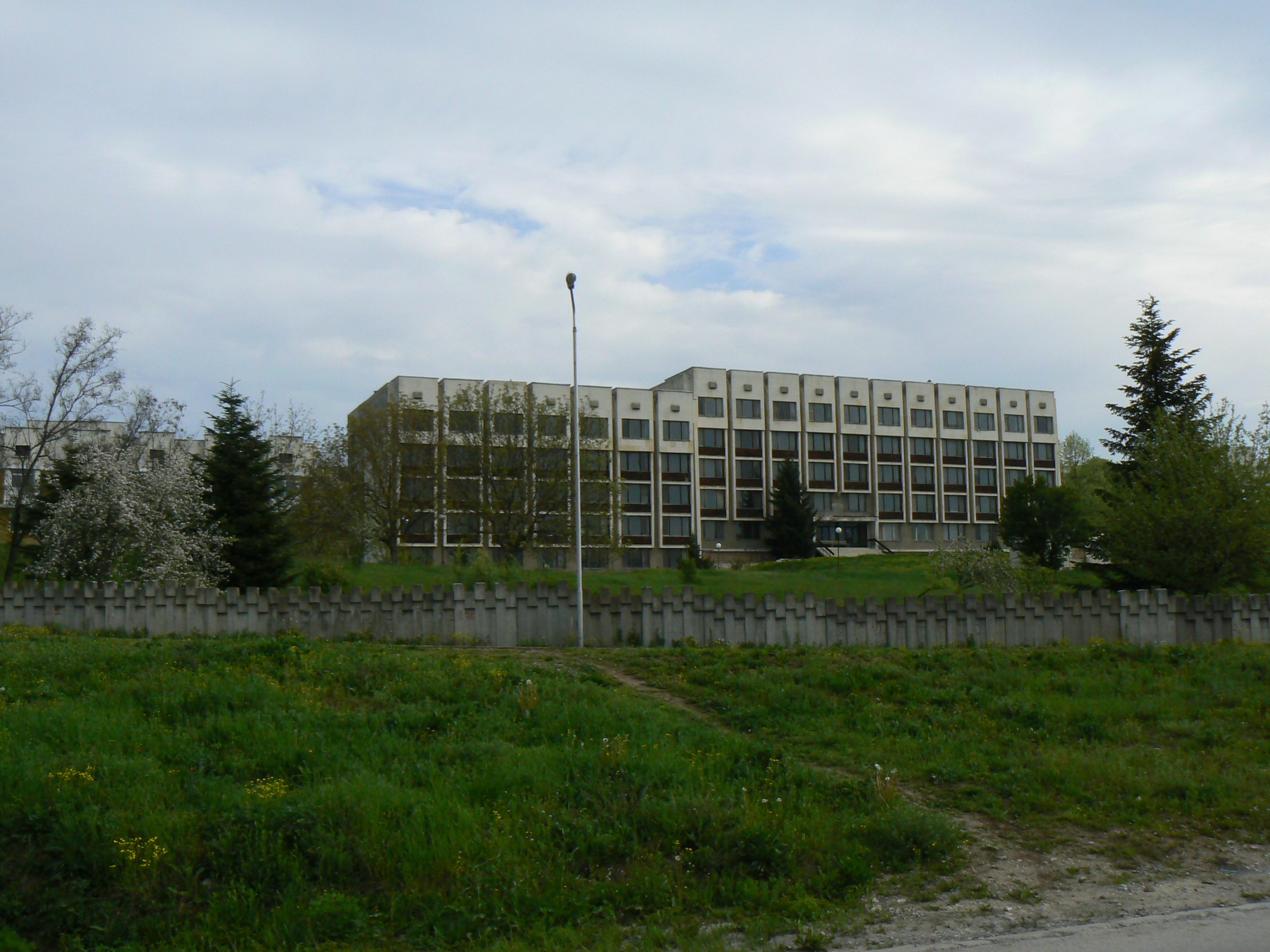
Гуртожиток університету

Звання відповідають періоду займаної посади.
| #  | звання        | ім'я                   | період                             |
| -- | ------------- | ---------------------- | ---------------------------------- |
| 1  | капітан       | Микола Флейшер         | 1 вересня 1878 — 21 травня 1879    |
| 2  | капітан       | Консантин Ревянкін     | 31 травня 1879 — 12 січня 1882     |
| 3  | полковник     | Арнольд Ремлінґен      | 12 січня 1882 — 19 березня 1884    |
| 4  | полковник     | Всеволод Сахаров       | 20 березня 1884 — 8 жовтня 1885    |
| 5  | ротмістр      | Анастас Бендерев       | 10 жовтня 1885 — 28 жовтня 1885    |
| 6  | майор         | Петр Ґруєв             | 23 грудня 1885 — 9 серпня 1886     |
| 7  | капітан       | Христофор Хесапчієв    | 28 серпня 1886 — 28 січня 1887     |
| 8  | майор         | Рачо Петров            | 28 січня 1887 — 1 липня 1887       |
| 9  | майор         | Варбан Вінаров         | 24 липня 1887 — 27 жовтня 1887     |
| 10 | підполковник  | Стефан Паприков        | 27 жовтня 1887 — 5 червня 1891     |
| 11 | підполковник  | Рачо Петров            | 5 червня 1891 — 2 листопада 1891   |
| 12 | підполковник  | Кирил Ботев            | 2 листопада 1891 — 1 березня 1897  |
| 12 | підполковник  | Павел Христов          | 1 березня 1897 — 29 травня 1897    |
| 13 | підполковник  | Михаїл Савов           | 1 липня 1897 — 18 березня 1903     |
| 14 | підполковник  | Васіл Петев            | 21 березня 1903 — 4 червня 1903    |
| 15 | генерал-майор | Стефан Ільєв           | 4 червня 1903 — 9 січня 1904       |
| 16 | підполковник  | Васіл Петев            | 9 січня 1904 — 14 березня 1905     |
| 17 | полковник     | Атанас Назламов        | 14 березня 1905 — 1 листопада 1907 |
| 18 | генерал-майор | Вічо Діков             | 2 листопада 1907 — 2 квітня 1910   |
| 19 | генерал-майор | Кирил Ботев            | 3 квітня 1910 — 1 січня 1912       |
| 20 | полковник     | Нікола Жеков           | 18 березня 1912 — 19 вересня 1912  |
| 21 | полковник     | Іван Луков             | 27 вересня 1913 — 9 березня 1914   |
| 22 | полковник     | Стефан Тасев           | 9 березня 1914 — 10 вересня 1915   |
| 23 | полковник     | Ґеорґі Стойнев         | 16 вересня 1915 — 12 вересня 1917  |
| 24 | полковник     | Атанас Каїшев          | 17 вересня 1917 — 23 вересня 1918  |
| 25 | полковник     | Петр Міділев           | 29 жовтня 1918 — 7 листопада 1919  |
| 26 | полковник     | Стефан Нойков          | 24 листопада 1919 — 13 червня 1920 |
| 27 | полковник     | Славейко Василев       | 16 червня 1920 — 18 жовтня 1920    |
| 28 | полковник     | Ілія Каблешков         | 4 листопада 1920 — 10 січня 1923   |
| 29 | полковник     | Христо Христов         | 10 січня 1923 — 13 червня 1923     |
| 30 | полковник     | Дамян Велчев           | 14 червня 1923 — 5 вересня 1928    |
| 31 | генерал-майор | Сотір Марінков         | 5 вересня 1928 — 30 січня 1929     |
| 32 | полковник     | Михаїл Йовов           | 31 січня 1929 — 18 травня 1934     |
| 33 | полковник     | Крум Колев             | 19 травня 1934 — 11 квітня 1935    |
| 34 | полковник     | Димитар Стоянов        | 11 квітня 1935 — 28 жовтня 1935    |
| 35 | полковник     | Васіл Бойдев           | 28 жовтня 1935 — 12 жовтня 1936    |
| 36 | полковник     | Нікола Хаджипетков     | 12 жовтня 1936 — 17 лютого 1937    |
| 37 | полковник     | Нікола Міхов           | 17 лютого 1937 — 19 квітня 1941    |
| 38 | полковник     | Александар Попдимитров | 28 квітня 1941 — 19 вересня 1942   |
| 39 | полковник     | Іван Сапунджиєв        | 19 вересня 1942 — 9 вересня 1944   |
| 40 | полковник     | Христо Стойков         | 10 вересня 1944–1948               |

## Відомі випускники
- Цар Борис III — глава держави з 3 жовтня 1918 до 28 серпня 1943 року. Вступив у січні 1906 року в чині поручика. Закінчив училище 1912 разом із 32-м випуском й отримав звання капітана.
- Кирило (князь Преславський) — спадкоємець престолу з 3 жовтня 1918 до 16 червня 1937 року; голова Регентської ради при малолітньому царі Симеоні II з 9 вересня 1943 до 9 вересня 1944 року.
- Генерал-лейтенант Нікола Міхов — член Регентської ради з 9 вересня 1943 до 9 вересня 1944 року.

### Голови народних зборів
- Петр Стайков — голова XIII Звичайних народних зборів з 2 листопада 1903 до 30 січня 1904 року.
- Христо Калфов — голова XX Звичайних народних зборів з 16 травня 1941 до 23 серпня 1944 року.